# Abdelhafid Kadiri
Pour les articles homonymes, voir Kadiri.
Abdelhafid Kadiri, né en 1927 et mort le 11 décembre 2023, est un homme politique marocain, secrétaire d'État chargé de l'Agriculture du Maroc le 12 mai 1958 dans le gouvernement Ahmed Balafrej. Il est ministre de la Jeunesse et des Sports sous le gouvernement Ahmed Osman, puis est reconduit au même poste sous le gouvernement Bouabid I.

## Biographie
Abdelhafid Kadiri effectue son parcours scolaire au collège royal de Rabat aux côtés du futur Hassan II. Kadiri suit une formation d’ingénieur agronome. Très jeune, il est membre du parti politique nationaliste Istiqlal (dont il devient député en 1977, et plus tard le dirigeant).
En 1958, il est nommé secrétaire d’État à l’Agriculture sous le gouvernement de Hahmed Balafrej.
Il est membre de la délégation de l’Istiqlal à Bucarest (pour traiter de la question du conflit israélo-palestinien), et qui voit la mort inopinée au palais présidentiel de Allal El Fassi, dirigeant du parti. Kadiri, de mai 1974 à 1977, devient le directeur du quotidien francophone marocain L'Opinion, organe de son parti.
En 1977, il est élu député du parti Istiqlal, et nommé ministre de la Jeunesse et des Sports dans le gouvernement de Hahmed Osmane, et reconduit plus tard dans celui de Maâti Bouabid.
Il défend, en 1981, la liberté d’opinion et d’expression du dirigeant socialiste (USFP) Abderrahim Bouabid, en s’opposant publiquement à son arrestation, à la suite du rejet par celui-ci d’un référendum au Sahara marocain.
En 1985, Abdelhafid Kadiri est nommé ambassadeur du Maroc à Madrid.
Il meurt à Rabat le 12 décembre 2023 à l’âge de 96 ans.